# Новощапово
Новощапово — деревня в Клинском районе Московской области, в составе Зубовского сельского поселения. Население — 850 чел. (2010). До 2006 года Новощапово было центром Новощаповского сельского округа. В деревне действуют средняя школа, детский сад № 41 Одуванчик, отделение почты, медпункт, православная церковь Святой Троицы 1834 года постройки.
Деревня расположена в центральной части района, примерно в 5,5 км к северо-востоку от райцентра Клин, на безымянном левом притоке реки Лютенка (правый приток Сестры), высота центра над уровнем моря 190 м. Ближайшие населённые пункты — Ясенево на юго-западе и Максимково на северо-востоке. Через деревню проходит автодорога А108 Московское большое кольцо.

## Население
| 2002 | 2006 | 2010 |
| ---- | ---- | ---- |
| 814  | ↗866 | ↘850 |